# Bump mapping

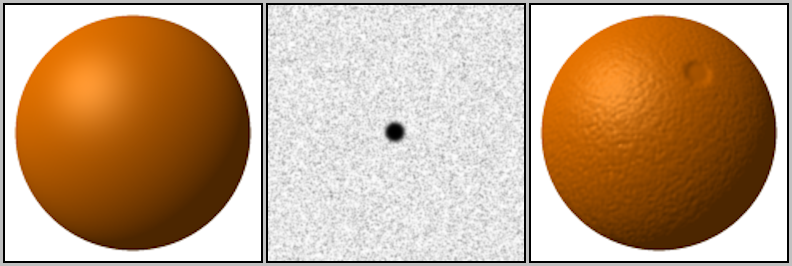
Esfera sense relleu; Mapa de relleu que serà aplicat a l'esfera; Esfera amb bump mapping.

En el camp de la infografia, el bump mapping és una tècnica de mapatge de textures per a simular relleu i rugositat a la superfície d'un objecte. Es falsegen les normals de la superfície de l'objecte sense modificar la geometria del model. La normal es pertorbada, segons un mapa de relleu, afectant als càlculs d'il·luminació. El resultat és una superfície aparentment borrosa en lloc d'una superfície llisa. El normal mapping és la variació més emprada del bump mapping per a simular rugositat.
El bump mapping fou introduïda per James F. Blinn el 1978.